# 埃金 (印第安納州)
埃金（英語：Ekin）是位於美國印地安納州漢密爾頓縣的一個非建制地區。該地的面積和人口皆未知。